# Open Disk Imager in a Nutshell
Open Disk Imager in a Nutshell (ODIN) ist eine unter der GNU General Public License (GPL) stehende freie Windows-Software, die es erlaubt, eine Partition zu klonen, indem von einer Quellpartition ein Speicherabbild erzeugt wird, das gespeichert oder auf eine Zielpartition geschrieben werden kann.

## Details
Das Programm kann über die Kommandozeile oder eine grafische Oberfläche (GUI) bedient werden. Binärdateien liegen in 32 und 64 Bit vor. Eine Installation ist nicht erforderlich.

## Technische Besonderheiten
Die Software kopiert nur die vom Dateisystem verwendeten Cluster, so dass die erzeugte Abbilddatei lediglich die Größe des Dateninhaltes der Partition besitzt. Dadurch können Abbilddateien auch auf Zielpartitionen geschrieben werden, die kleiner als die Quellpartition sind.